# Persönlichkeit und Geschichte
Die monografische Reihe Persönlichkeit und Geschichte, im Jahr 1957 von Günther Franz und Gustav Adolf Rein begründet, erscheint im Muster-Schmidt Verlag, Gleichen/Zürich, bis 2004 in Göttingen. Sie wurde in den Anfangsjahren von Günther Franz herausgegeben, zwischen 1990 und 2019 von dem Historiker und Amerikanisten Detlef Junker und seit 2020 von Hiram Kümper. Es erscheinen biographische Abhandlungen über bedeutende Persönlichkeiten der Weltgeschichte. Die unregelmäßig erscheinende Reihe umfasst bisher 175 Bände.

## Übersicht über die erschienenen Bände
- Bd. 175: Klaus Schwabe: Jean Monnet. Bahnbrecher der europäischen Einigung, 2022, ISBN 978-3-7881-0175-6.
- Bd. 174: Inga Mai Groote: Michael Praetorius. Musikalischer Weltbürger an der Oker, 2021, ISBN 978-3-7881-0173-2.
- Bd. 172/173: Klaus Malettke: Heinrich IV. Der erste Bourbone auf dem Thron Frankreichs (1553–1610), 2019, ISBN 978-3-7881-0172-5.
- Bd. 171: Detlev Mares: Margaret Thatcher. Die Dramatisierung des Politischen, 2014, ISBN 978-3-7881-0171-8.
- Bd. 170: Thomas Krzenck: Johannes Hus. Theologe, Kirchenreformer, Märtyrer, 2011, ISBN 978-3-7881-3033-6.
- Bd. 169: Dirk Tröndle: Mustafa Kemal Atatürk. Mythos und Mensch, 2011, ISBN 978-3-7881-0169-5.
- Bd. 168: Markus Reinbold: Philipp II. von Spanien. Machtpolitik und Glaubenskampf, 2009, ISBN 978-3-7881-0159-6.
- Bd. 167: Hartmut Jericke: Kaiser Heinrich VI. Der unbekannte Staufer, 2008, ISBN 978-3-7881-0158-9.
- Bd. 166: E. J. Feuchtwanger: Königin Viktoria und ihre Zeit, 2004, ISBN 3-7881-0157-1.
- Bd. 165: Vanessa Conze: Richard Coudenhove-Kalergi. Umstrittener Visionär Europas, 2004, ISBN 978-3-7881-0156-5.
- Bd. 164: Hanna Vollrath: Thomas Beckett. Höfling und Heiliger, 2004, ISBN 3-7881-0155-5.
- Bd. 163: Peter Winzen: Bernhard Fürst von Bülow. Weltmachtstratege ohne Fortune – Wegbereiter der großen Katastrophe, 2002, ISBN 3-7881-0154-7.
- Bd. 162: Heinz-Dietrich Löwe: Stalin. Der entfesselte Revolutionär, 2002, ISBN 3-7881-0153-9.
- Bd. 160/161: Ursula Vones-Liebenstein: Eleonore von Aquitanien. Herrscherin zwischen zwei Reichen, 2000, ISBN 3-7881-0152-0.
- Bd. 158/159: Thomas Nicklas: Charles de Gaulle. Held im demokratischen Zeitalter, 1999, ISBN 3-7881-0151-2.
- Bd. 156/157: Kurt Leo Shell: Harry S. Truman. Politiker – Populist – Präsident, 1998, ISBN 3-7881-0150-4.
- Bd. 154/155: Joachim Ehlers: Heinrich der Löwe. Europäisches Fürstentum im Hochmittelalter, 1997, ISBN 3-7881-0149-0.
- Bd. 152/153: Georg Schild: John F. Kennedy. Präsident im Kalten Krieg, 1997, ISBN 3-7881-0148-2.
- Bd. 151: Robert Stupperich: Philipp Melanchthon. Gelehrter und Politiker, 1996, ISBN 3-7881-0147-4.
- Bd. 150: Wolfgang Krieger: Franz Josef Strauß. Der barocke Demokrat aus Bayern, 1995, ISBN 3-7881-0146-6.
- Bd. 148/149: Rainer F. Schmidt: Graf Julius Andrássy. Vom Revolutionär zum Außenminister, 1995.
- Bd. 146/147: Günter Wollstein: Theobald von Bethmann Hollweg. Letzter Erbe Bismarcks, erstes Opfer der Dolchstoßlegende, 1995.
- Bd. 143/144/145: Klaus Malettke: Ludwig XIV. von Frankreich. Leben, Politik und Leistung, 1994.
- Bd. 141/142: Karl Heinz Metz: Oliver Cromwell. Zur Geschichte eines schließlichen Helden, 1994.
- Bd. 140: Theo G. M. van Oorschot: Friedrich Spee von Langenfeld. Zwischen Zorn und Zärtlichkeit, 1992.
- Bd. 139: Günther Jahn: Friedrich Ludwig Jahn. Volkserzieher und Vorkämpfer für Deutschlands Einigung 1778–1852, 1992.
- Bd. 137/138: Gerd R. Ueberschär: Generaloberst Franz Halder. Generalstabschef, Gegner und Gefangener Hitlers, 1991.
- Bd. 135/136: Horst F. Rupp: Fr. A. W. Diesterweg. Pädagogik und Politik, 1989.
- Bd. 134: Bernhard Dahm: José Rizal. Der Nationalheld der Filipinos, 1989.
- Bd. 132/133: Giselher Schmidt: Rosa Luxemburg. Sozialistin zwischen Ost und West, 1988.
- Bd. 131: Heinz Stübig: Scharnhorst. Die Reform des preußischen Heeres, 1988.
- Bd. 129/130: Erich Donnert: Peter der Große. Der Veränderer Russlands, 1987.
- Bd. 126/127/128: Volkhard Laitenberger: Ludwig Erhard. Der Nationalökonom als Politiker, 1986.
- Bd. 124/125: Gerd Althoff: Heinrich I. und Otto der Große, Bd. 2, 1985.
- Bd. 122/123: Gerd Althoff: Heinrich I. und Otto der Große, Bd. 1, 1985. ISBN 3-7881-0122-9.
- Bd. 120/121: Alfred A. Strnad: Niccolò Machiavelli. Politik als Leidenschaft, 1984.
- Bd. 118/119: Adolf Laufs: Eduard Lasker. Ein Leben für den Rechtsstaat, 1984.
- Bd. 116/117: Leo Haupts: Graf Brockdorff-Rantzau. Diplomat und Minister in Kaiserreich und Republik, 1984.
- Bd. 114/115: Norbert Ohler: Elisabeth von Thüringen. Fürstin im Dienst der Niedrigsten, 1984, 3. Aufl. 1997, ISBN 3-7881-0114-8.
- Bd. 113: Karlheinz Blaschke: Moritz von Sachsen. Ein Reformationsfürst der zweiten Generation, 1984.
- Bd. 111/112: Eike Wolgast: Thomas Müntzer. Ein Verstörer der Ungläubigen, 1981.
- Bd. 110: Adam Wandruszka: Maria Theresia. Die große Kaiserin, 1980.
- Bd. 108/109: Egon Boshof: Heinrich IV. Herrscher an einer Zeitenwende, 1979.
- Bd. 107: Lorenz Mikoletzky: Kaiser Joseph II. Herrscher zwischen den Zeiten, 1979.
- Bd. 105/106: Detlef Junker: Franklin D. Roosevelt. Macht und Vision, Präsident in Krisenzeiten, 1980.
- Bd. 104: Ernst Schulin: Walther Rathenau. Repräsentant, Kritiker und Opfer seiner Zeit, 1979.
- Bd. 103/103a: Günther Lottes: Elisabeth I. Eine politische Biographie, 1981, ISBN 3-7881-0111-3.
- Bd. 101/102: Andreas Hillgruber: Otto von Bismarck. Gründer der europäischen Großmacht Deutsches Reich, 1978.
- Bd. 99/100: Klaus Malettke: Jean-Baptiste Colbert. Aufstieg im Dienste des Königs, 1977, ISBN 978-3-7881-0099-5.
- Bd. 98: Gerhard Hinz: Peter Joseph Lenné. Landschaftsgestalter und Städteplaner, 1977, ISBN 978-3-7881-0098-8.
- Bd. 96/97: Gerhard Oestreich: Friedrich Wilhelm I. Preußischer Absolutismus, Merkantilismus, Militarismus, 1977, ISBN 978-3-7881-0096-4.
- Bd. 94/95: Werner Paravicini: Karl der Kühne. Das Ende des Hauses Burgund, 1976, ISBN 978-3-7881-0094-0.
- Bd. 93: Friedrich Schildberger: Gottlieb Daimler und Karl Benz. Pioniere der Automobilindustrie, 1975, ISBN 978-3-7881-0093-3.
- Bd. 91/92: Hans Tümmler: Goethe als Staatsmann, 1976, ISBN 978-3-7881-0091-9.
- Bd. 89/90: Ernst Sandvoss: Gottfried Wilhelm Leibniz. Jurist, Naturwissenschaftler, Politiker, Philosoph, Historiker, Theologe, 1976, ISBN 978-3-7881-0089-6.
- Bd. 87/88: Peter Berglar: Konrad Adenauer. Konkursverwalter oder Erneuerer der Nation?, 1975, ISBN 978-3-7881-0087-2.
- Bd. 86: Julius H. Schoeps: Theodor Herzl. Wegbereiter des politischen Zionismus, 1975, ISBN 978-3-7881-0086-5.
- Bd. 84/85: Dietrich Aigner: Winston Churchill. Ruhm und Legende, 1975, ISBN 978-3-7881-0084-1.
- Bd. 83: Walter Grundmann: Jesus von Nazareth. Bürge zwischen Gott und Menschen, 1975, ISBN 978-3-7881-0083-4.
- Bd. 82: Fritz Schachermeyr: Die Sieger der Perserkriege. Große Persönlichkeiten zwischen Beifall und Missgunst. Zur Problematik des geschichtlichen Erfolges, 1974, ISBN 978-3-7881-0082-7.
- Bd. 81: Walter Birnbaum: Sokrates. Urbild abendländischen Denkens. 1973, ISBN 3-7881-0081-7
- Bd. 79/80: Peter Berglar: Metternich. Kutscher Europas, Arzt der Revolutionen, 1973. ISBN 978-3-7881-0079-7.
- Bd. 78: Hartmut Steinbach: Jeanne d’Arc. Wirklichkeit und Legende, 1973.
- Bd. 76/77: Peter Gosztony: Miklós von Horthy. Admiral und Reichsverweser, 1973. ISBN 978-3-7881-0076-6.
- Bd. 74/75: Fritz Büsser: Huldrych Zwingli. Reformation als prophetischer Auftrag, 1973. ISBN 978-3-7881-0074-2.
- Bd. 73: Urs Brand: Jean Jaurès. Internationalist und Patriot, 1973. ISBN 978-3-7881-0073-5.
- Bd. 72: Bernhard-Maria Rosenberg: Nicolaus Copernicus. 1473–1543. Domherr, Arzt, Astronom, 1973, ISBN 978-3-7881-0072-8.
- Bd. 71: Herbert Pönicke: August der Starke. Ein Fürst des Barock, 1972, ISBN 978-3-7881-0071-1.
- Bd. 70: Hellmuth Günther Dahms: Francisco Franco. Soldat und Staatschef, 1972, ISBN 978-3-7881-0070-4.
- Bd. 69: Walter Görlitz: Karl Dönitz. Der Großadmiral, 1972, ISBN 978-3-7881-0069-8.
- Bd. 68: Friedrich Wilhelm Kantzenbach: Martin Luther. Der bürgerliche Reformator, 1972, ISBN 978-3-7881-0068-1.
- Bd. 66/67: Ernst R. Sandvoss: Platon. Künstler, Politiker, Philosoph, Theologe, 1972, ISBN 978-3-7881-0066-7.
- Bd. 65: Gerhard Oestreich: Friedrich Wilhelm, der Große Kurfürst, 1972, ISBN 978-3-7881-0065-0.
- Bd. 63/64: Johannes Paul: Ernst Moritz Arndt. Das ganze Teutschland soll es sein, 1971. ISBN 3-7881-0063-5
- Bd. 62: Klaus Schwabe: Woodrow Wilson. Ein Staatsmann zwischen Puritanertum und Liberalismus, 1971.
- Bd. 60/61: Heinrich Grimm: Ulrich von Hutten. Wille und Schicksal, 1971, ISBN 978-3-7881-0060-5.
- Bd. 58/59: Erhard Oeser: Kepler. Die Entstehung der neuzeitlichen Wissenschaft, 1971, ISBN 978-3-7881-0058-2.
- Bd. 57: Hans Meier-Welcker: Dionysios I. Tyrann von Syrakus, 1971. ISBN 978-3-7881-0057-5.
- Bd. 56: Sigfrid von Weiher: Werner von Siemens. Ein Leben für Wissenschaft, Technik und Wirtschaft, 1970.
- Bd. 55: Arthur E. Imhof: Bernadotte. Französischer Revolutionsgeneral und schwedisch-norwegischer König, 1970.
- Bd. 54: Peter Heintel: Hegel. Der letzte universelle Philosoph, 1970.
- Bd. 53: Ulrich Czisnik: Gustav Noske. Ein sozialdemokratischer Staatsmann, 1969.
- Bd. 52: Friedrich Heine: Dr. Kurt Schumacher. Ein demokratischer Sozialist europäischer Prägung, 1969.
- Bd. 51: Eilert Lohe: Heinrich Brüning. Offizier, Staatsmann, Gelehrter, 1969.
- Bd. 50: Friedrich Wilhelm Kantzenbach: Albert Schweitzer. Wirklichkeit und Legende, 1969.
- Bd. 49: Günter Richter: Friedrich von Holstein. Politiker im Schatten der Macht, 1969.
- Bd. 48: Joachim Staedtke: Johannes Calvin. Erkenntnis und Gestaltung, 1969.
- Bd. 47: Burkhart Schneider: Pius XII. Friede, das Werk der Gerechtigkeit, 1968.
- Bd. 46: Alexander Novotny: Franz Joseph I. An der Wende vom alten zum neuen Europa, 1968.
- Bd. 45: Herbert Matis: Hernán Cortés. Eroberer und Kolonisator, 1968.
- Bd. 44: Ernst Schraepler: August Bebel. Sozialdemokrat im Kaiserreich, 1966.
- Bd. 43: Maurice Baumont: Aristide Briand. Diplomat und Idealist. Übersetzung aus dem Französischen von Birgit Franz, 1966.
- Bd. 42: Hans Bott: Theodor Heuss in seiner Zeit, 1966.
- Bd. 40/41: Peter Stadler: Karl Marx. Ideologie und Politik, 1966.
- Bd. 39: Thilo Vogelsang: Kurt von Schleicher. Ein General als Politiker, 1965.
- Bd. 38: Heinz Lehmann: Nehru. Baumeister des neuen Indien, 1965.
- Bd. 37: Hans-Rudolf Kurz: General Henri Guisan, 1965.
- Bd. 36/36a: Manfred Berg: Gustav Stresemann. Eine politische Karriere zwischen Reich und Republik, 1992, ISBN 3-7881-0141-5.
- Bd. 35: Manfred Hellmann: Iwan IV. der Schreckliche. Moskau an der Schwelle der Neuzeit, 1966.
- Bd. 34: Hans Martin Schaller: Kaiser Friedrich II. Verwandler der Welt, 1971.
- Bd. 33: Johannes Paul: Gustav Adolf. Christ und Held, 1964.
- Bd. 32: Erich Marcks: Hindenburg. Feldmarschall und Reichspräsident. Mit Ergänzungen und einem Vorwort von Walther Hubatsch, 1963.
- Bd. 31: Otto Wolff: Mahatma Gandhi. Politik und Gewaltlosigkeit, 1963.
- Bd. 30: Waldemar Besson: Friedrich Ebert. Verdienst und Grenze, 1963.
- Bd. 29: Walther Kirchner: Alba. Spaniens eiserner Herzog, 1963.
- Bd. 28: Josef Fleckenstein: Karl der Große, 1967.
- Bd. 26/27: Wilhelm Schüssler: Kaiser Wilhelm II. Schicksal und Schuld, 1962.
- Bd. 25: Charles Verlinden: Christoph Kolumbus. Vision und Ausdauer. Übers. aus dem Französischen von Reinhild Sturmberg, 1962.
- Bd. 24: Hans von Rimscha: Katharina II. Von der preußischen Generalstochter zur Kaiserin von Russland, 1961.
- Bd. 23: Heinrich Schnee: Rothschild. Geschichte einer Finanzdynastie, 1961.
- Bd. 21/22: Rainer Zitelmann: Adolf Hitler. Eine politische Biographie, 1989, 3. Aufl. 1998, ISBN 3-7881-0135-0.
- Bd. 20: Friedrich Vittinghoff: Kaiser Augustus, 1959.
- Bd. 18/19: Martin Göhring: Napoleon. Vom alten zum neuen Europa, 1959.
- Bd. 17: Gustav Hilger: Stalin. Aufstieg der UdSSR zur Weltmacht, 1959.
- Bd. 16: Friedrich Bülow: Friedrich List. Ein Volkswirt kämpft für Deutschlands Einheit, 1959.
- Bd. 15: Robert van Roosbroeck: Wilhelm von Oranien. Der Rebell, 1958.
- Bd. 14: Rudolf Buchner: Maximilian I. Kaiser an der Zeitenwende, 1959.
- Bd. 13: Karl Jordan: Friedrich Barbarossa. Kaiser des christlichen Abendlandes, 1967.
- Bd. 12: Alfred Schulze-Hinrichs: Großadmiral Alfred von Tirpitz. Ziel erkannt – Kraft gespannt!, 1958.
- Bd. 11: Willy Andreas: Richelieu, 1958.
- Bd. 10: Hans Oppermann: Caesar. Wegbereiter Europas, 1958.
- Bd. 9: Franz Hampl: Alexander der Große, 1958.
- Bd. 8: Georg von Rauch: Lenin. Grundlegung des Sowjetsystems, 1957.
- Bd. 7: Friedrich von Boetticher: Schlieffen. Viel leisten, wenig hervortreten – mehr sein als scheinen, 1957.
- Bd. 6: Hermann Teske: Colmar Freiherr von der Goltz. Ein Kämpfer für den militärischen Fortschritt, 1957.
- Bd. 5: Ernst Schröder: Krupp. Geschichte einer Unternehmerfamilie, 1957.
- Bd. 4: Paul Wentzcke: Heinrich von Gagern. Vorkämpfer für deutsche Einheit und Volksvertretung, 1957.
- Bd. 3: Werner Hahlweg: Carl von Clausewitz. Soldat, Politiker, Denker, 1957.
- Bd. 2: Hellmuth Rössler: Reichsfreiherr vom Stein, 1957.
- Bd. 1: Peter Rassow: Karl V. Der letzte Kaiser des Mittelalters, 1957.